# ترفنادین
ترفنادین (به انگلیسی: TERFENADINE)
رده درمانی: آنتی هیستامین
اشکال دارویی: قرص

## مکانیسم اثر
اثر ضد آلرژی این دارو ناشی از رقابت آن با هیستامین برای‌اتصال به گیرنده‌های H۱ است و به این‌ترتیب از بروز اثرات هیستامین جلوگیری می‌کند.

## موارد مصرف
ترفنادین برای جلوگیری ازعلایم ناشی از حساسیت، مانند تب یونجه و کهیر به کار برده می‌شود.

## متابولیسم دارو
ترفنادین به‌خوبی از دستگاه گوارش جذب می‌گردد. به مقدار زیاد به پروتئینهای پلاسما متصل می‌شود و به‌صورت متابولیت در ادرار و مدفوع دفع می‌گردد.

## عوارض جانبی
مهمترین عارضه جانبی این‌دارو احتمال بروز آریتمی قلبی است. اثرات تسکینی و ضدموسکارینی آن بسیار کم‌است و معمولاً با مقادیر مصرف زیاد دیده‌می‌شود. به همین دلیل امروزه از این دارو کمتر استفاده می‌شود.